# Gänsemännchenbrunnen (Nürnberg)

Gänsemännchenbrunnen, von Pankraz Labenwolf

Der Gänsemännchenbrunnen ist einer der ältesten Brunnen in der Stadt Nürnberg. Der Brunnen befindet sich nördlich vom Nürnberger Hauptmarkt in Stadtteil St. Sebald.
Der Name Gänsemännchen bezieht sich auf die aus Bronze gegossene Brunnenfigur, welche einen Bauern mit zwei Gänsen unter dem Arm darstellt. Bezogen auf die Nürnberger Brunnen sind von dem Gänsemännchenbrunnen die meisten Kopien angefertigt worden. Als berühmte Liebhaber des Brunnens gelten Johann Wolfgang von Goethe und König Ludwig II.

## Der Brunnen im Detail
Der Erzgießer Pankraz Labenwolf fertigte die Gänsemännchen-Bronzefigur in der Zeit der Renaissance, etwa um das Jahr 1550, an. Als Vorlage verwendete er ein Holzmodell des Bildschnitzers Hans Peisser, das sich gegenwärtig im Stadtmuseum Fembohaus in Nürnberg befindet.
Die bronzene Brunnenfigur mit den zwei Gänsen unterm Arm ist einem Bauern, vermutlich in der damaligen Tracht des Knoblauchslandes nördlich von Nürnberg nachempfunden. Der Brunnen besitzt einen gedrungenen Schaft. Darüber befindet sich ein erneuertes kelchartiges Sandsteinbecken, in dessen Mitte das Gänsemännchen auf einem Sockel. Das Brunnenbecken wird von einem mit Rosetten besetzten schmiedeeisernen Gitter umrahmt. Der Wasserabfluss erfolgt über die beiden Gänseschnäbel und über zwei Röhren am Figurensockel.
Ein Vorschlag für die Identität der Brunnenfigur lautet Philip Melanchthon. Der Brunnen sei zu Ehren von Philip Melanchthon errichtet worden, der unmittelbar nach der Einführung des Protestantismus durch die Stadt im Jahr 1525 für den Aufbau des ersten städtebaulichen Bildungssystems in Nürnberg verantwortlich war. Am 23. Mai 1526 hielt Melanchthon eine Rede auf dem Markt vor prominenten Bürgern und Beamten der Stadt, die die erste öffentliche Schule in Nürnberg in St. Egidien am Festtag der Verkündigung einweihten. Früher wurde der Festtag auf dem Markt gefeiert, was wegen der Einführung des Protestantismus verboten wurde. Die Chorknaben sangen an diesen Festtagen aus den Gradualen von St. Lorenz (zwei riesige illuminierte Bücher). Auf der Seite mit den Liedern für den Festtag der Verkündigung ist eine Gruppe von Gänsen am unteren Seitenrand zu sehen. Die Gänse repräsentieren die Chorknaben. Der Kantor oder Direktor des Chores war auch der Lehrer der Jugend von Nürnberg. Daher repräsentieren die Gänse die Studenten von Nürnberg und die Statue repräsentiert Melanchthon, der seine jungen Studenten in eine neue Ära des Protestantismus führt. Die Gänse können auch die beiden Bücher darstellen, die einst auf den Stadtplatz gebracht wurden, aber seit dem Protestantismus nicht mehr benötigt wurden. Diese großen und imposanten Bücher waren ein Symbol für Nürnbergs Unabhängigkeit, und Melanchthon kann auch als Symbol für die Unabhängigkeit von der alten Kirche angesehen werden.

## Standort
Der Brunnen befand sich früher am Gänsemarkt, dem heutigen Obstmarkt. Nach dem Zweiten Weltkrieg wurde er in den Hof des Rathaus-Neubaus, hinter dem Rathaus, Hauptmarkt 18, versetzt.

## Nachbildungen
In Nürnberg existiert in der Wilhelm-Spaeth-Straße ein weiterer Brunnen mit der Gänsemännchenfigur. Johann Wolfgang von Goethe, der bei Nürnberg-Aufenthalten den Brunnen kennenlernte, bestellte sich von der Figur eine Kopie aus gebranntem Ton.
Eine Nachbildung des Brunnens steht auf Schloss Hohenschwangau. In Weimar wurde ein verkleinerter Abguss als Gänsemännchenbrunnen gegenüber dem Schillerhaus aufgestellt. In Meiningen befindet sich in der Georgstraße eine weitere Nachbildung des Brunnens. Weitere Kopien des Gänsemännchenbrunnens befinden sich in Bad Boll auf dem Gelände des Kurhauses sowie in Luzern auf dem Hirschenplatz. 
Ein privater Auftrag war eine Kopie der Figur im Wirtschaftshof der Villa Cahn bei Bonn. Diese Skulptur wurde wahrscheinlich von der Kunstgießerei Lenz angefertigt, die nach mündlicher Überlieferung im 19. Jahrhundert den Auftrag zur Wartung des originalen Brunnens gehabt haben soll und im Gegenzug Kopien der Brunnenplastik herstellen durfte. Es sollen insgesamt etwa 20 Repliken bekannt sein, die teilweise den Stempel der Gießerei tragen.